# Desa Teladan
Desa Teladan is een bestuurslaag in het regentschap Rejang Lebong van de provincie Bengkulu, Indonesië. Desa Teladan telt 2334 inwoners (volkstelling 2010).